# Promontoire

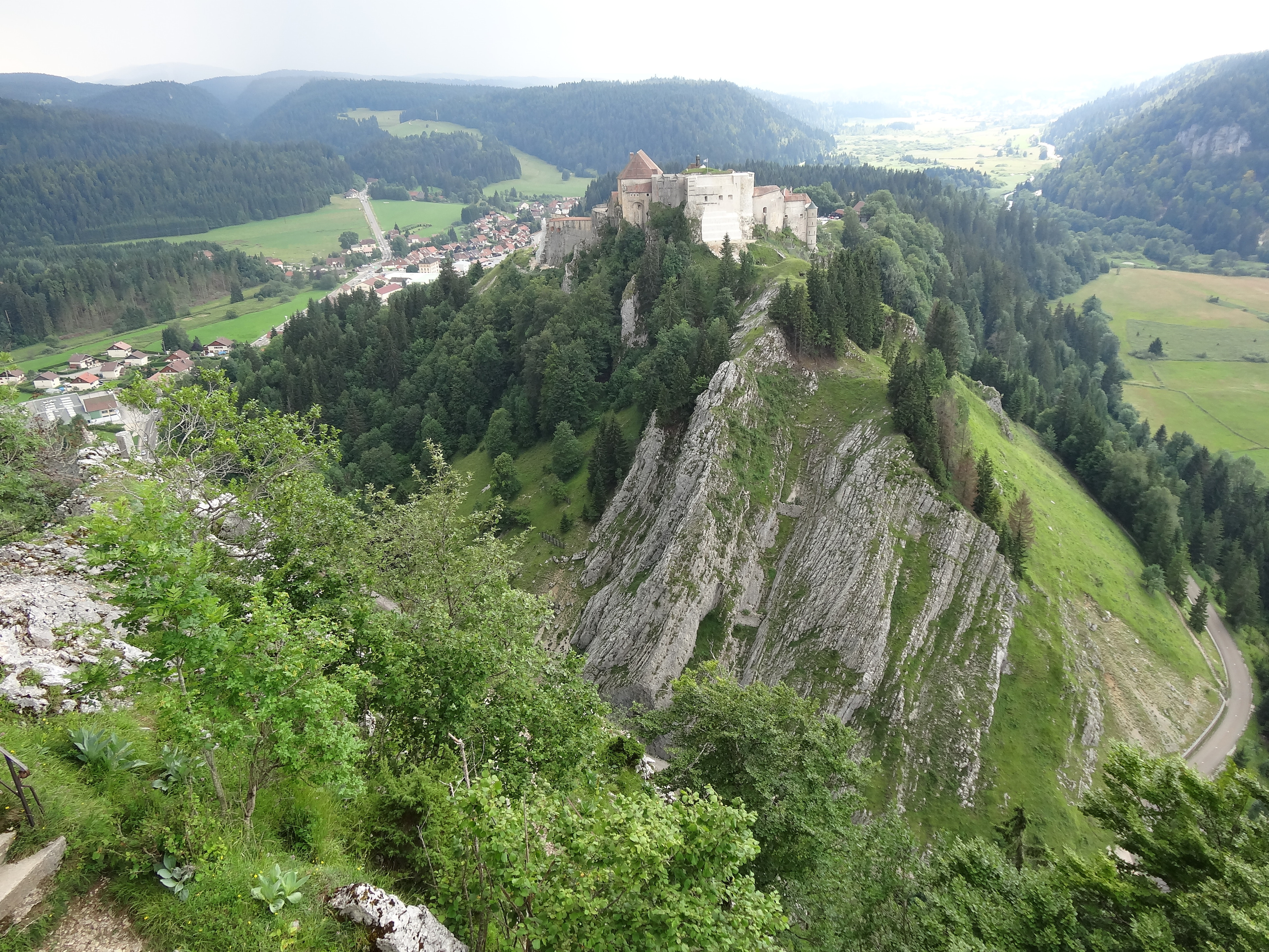
Le fort de Joux est construit sur un promontoire surplombant la cluse de Pontarlier

Un promontoire est une masse rocheuse élevée qui domine une étendue terrestre ou une étendue d'eau. De nombreux promontoires sont composés d'une arête rocheuse ayant résisté à l'érosion qui emporta leurs flancs, plus tendres. Il peut également s'agir d'une terre haute, constituée d'un éperon, située au confluent de deux rivières, ou d'un cap. Au cours de l'histoire, les promontoires, en raison de leur position défensive naturelle, furent souvent utilisés comme emplacements pour la construction de forts ou de châteaux.

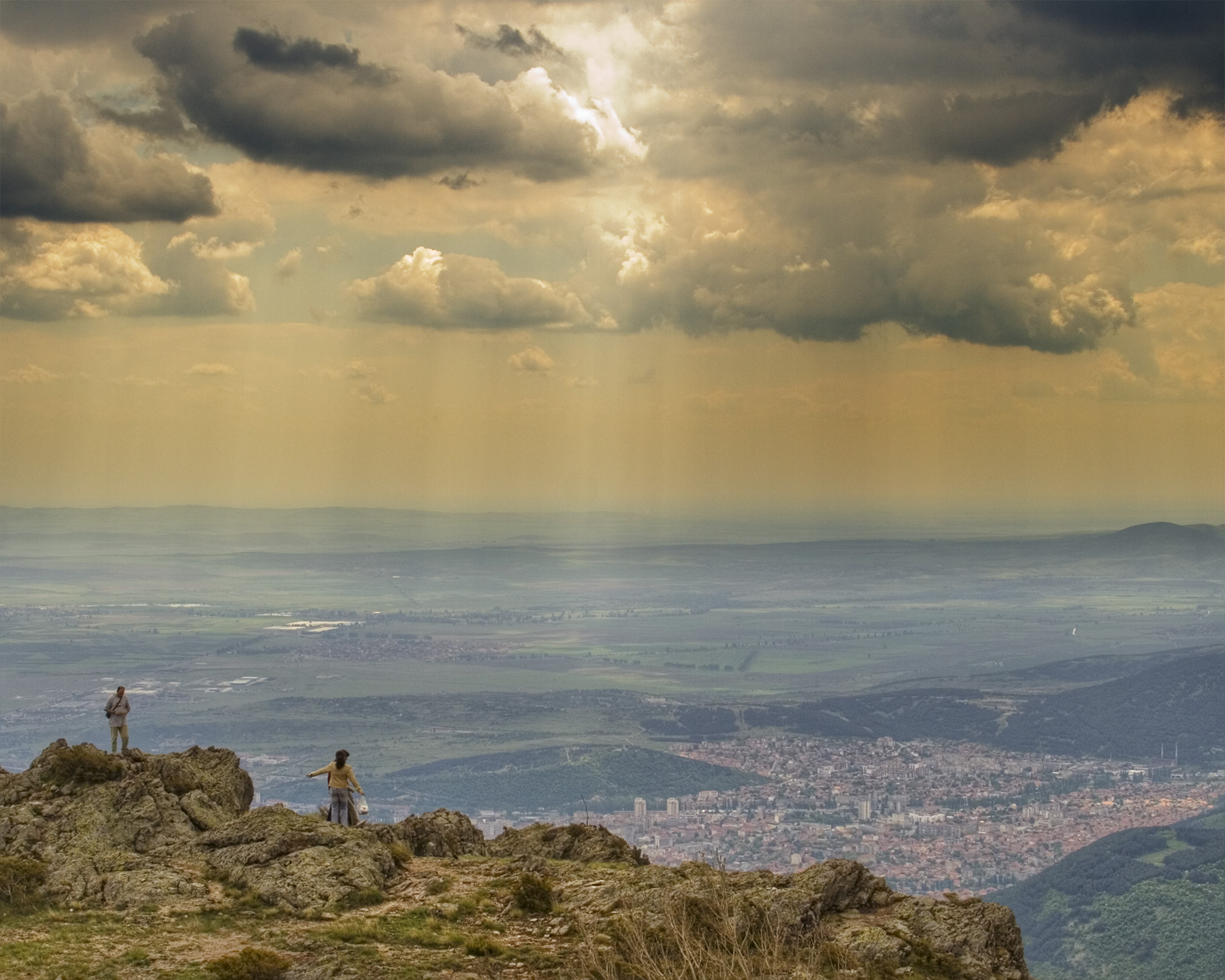
Panorama sur la plaine de Thrace et la ville de Sliven (Bulgarie) d’un promontoire du Grand Balkan
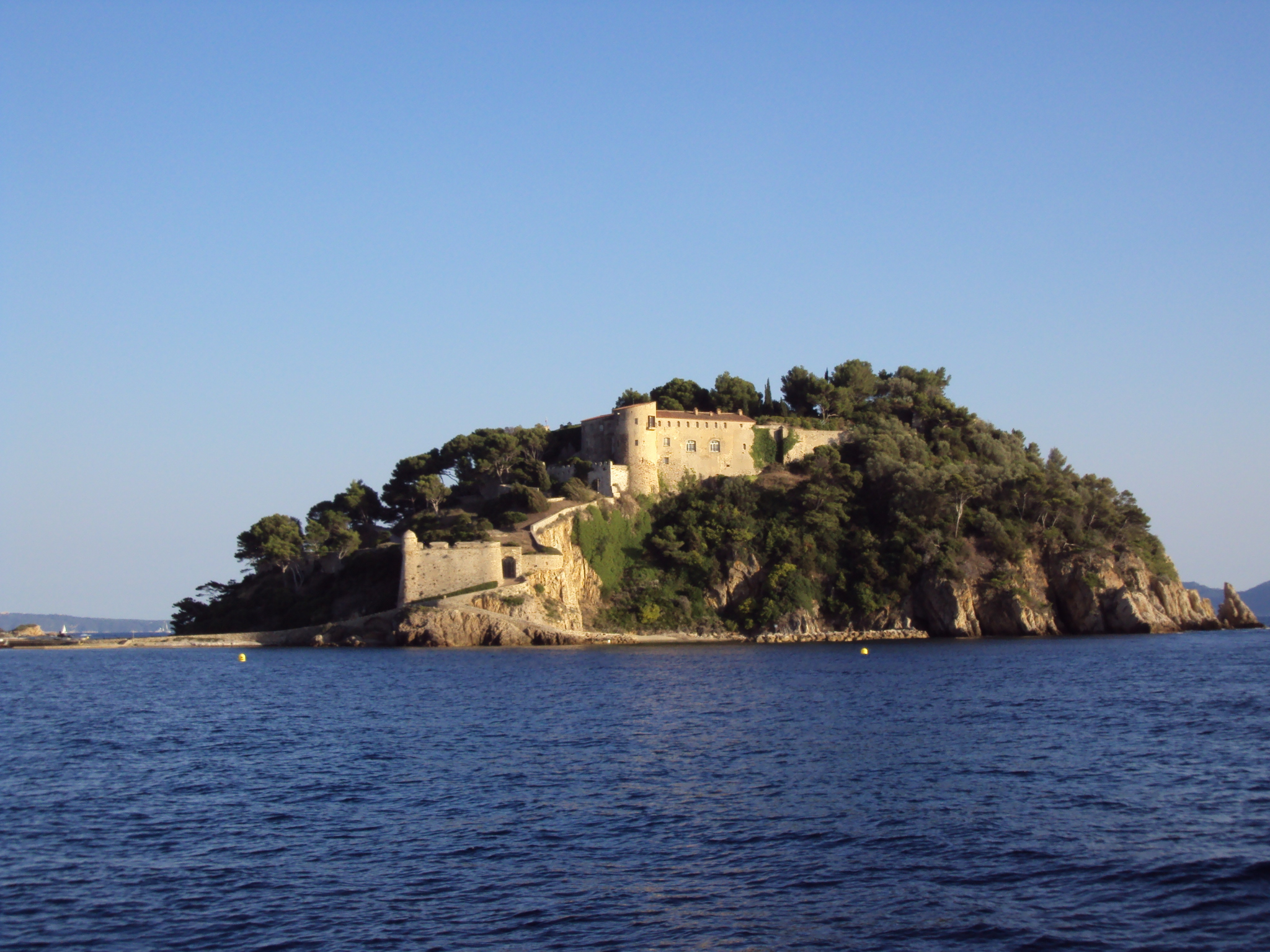
Le fort de Brégançon

## Voir également

### Articles liés
- Éperon rocheux
- Piton rocheux